# Kana (boja za kosu)
Kana, hena ili kna (tur. kına od arap. ḥinnā’) je žućkasto-zeleni prašak od lišća biljke Lawsonia inermis, koji se upotrebljava, osobito na Orijentu, za bojenje kose, brade i nokata. Kana kosu boji smeđecrveno s kovinastim sjajem. Lawsonia inermis je grm iz porodice vrbica, visok od 2 do 6 metara. Raste u tropskim krajevima Staroga svijeta, a najviše se uzgaja u Egiptu (egipatska kana). Za još tamniju boju miješa se s praškom reng od lišća biljke Indigofera argentea (indigo).

## Loson
Loson je prirodno bojilo, C10H6O3 (C.I. 75480), ima talište 192 °C, kristalizira u žutim iglicama (iz etanola i octene kiseline). Nalazi se u lišću žute lavsonije (lat. Lawsonia inermis sensu latiore) i u njena dva varijeteta (L. inermis i L. spinosa). Suho lišće sadrži oko 1% losona. Loson otopljen u toploj vodi daje narančastožutu boju, a u alkalijama narančastocrvenu. Vunu i svilu boji narančastožuto. Upotrebljava se kao kozmetičko sredstvo za bojenje kose i nokata, te za štavljenje kože.

### Slike
|                                             |                                    |                          |                                                                                |
| Etiopska djevojka s obojenom kosom od kane. | Brada zatamnjena kanom (Pakistan). | Biljka Lawsonia inermis. | Mehndi, oblik tjelesne umjetnosti iz drevne Indije, primjenjivan na obje ruke. |

## Vanjske poveznice
|  | Zajednički poslužitelj ima još gradiva o temi Kana (boja za kosu) |